# De Blob

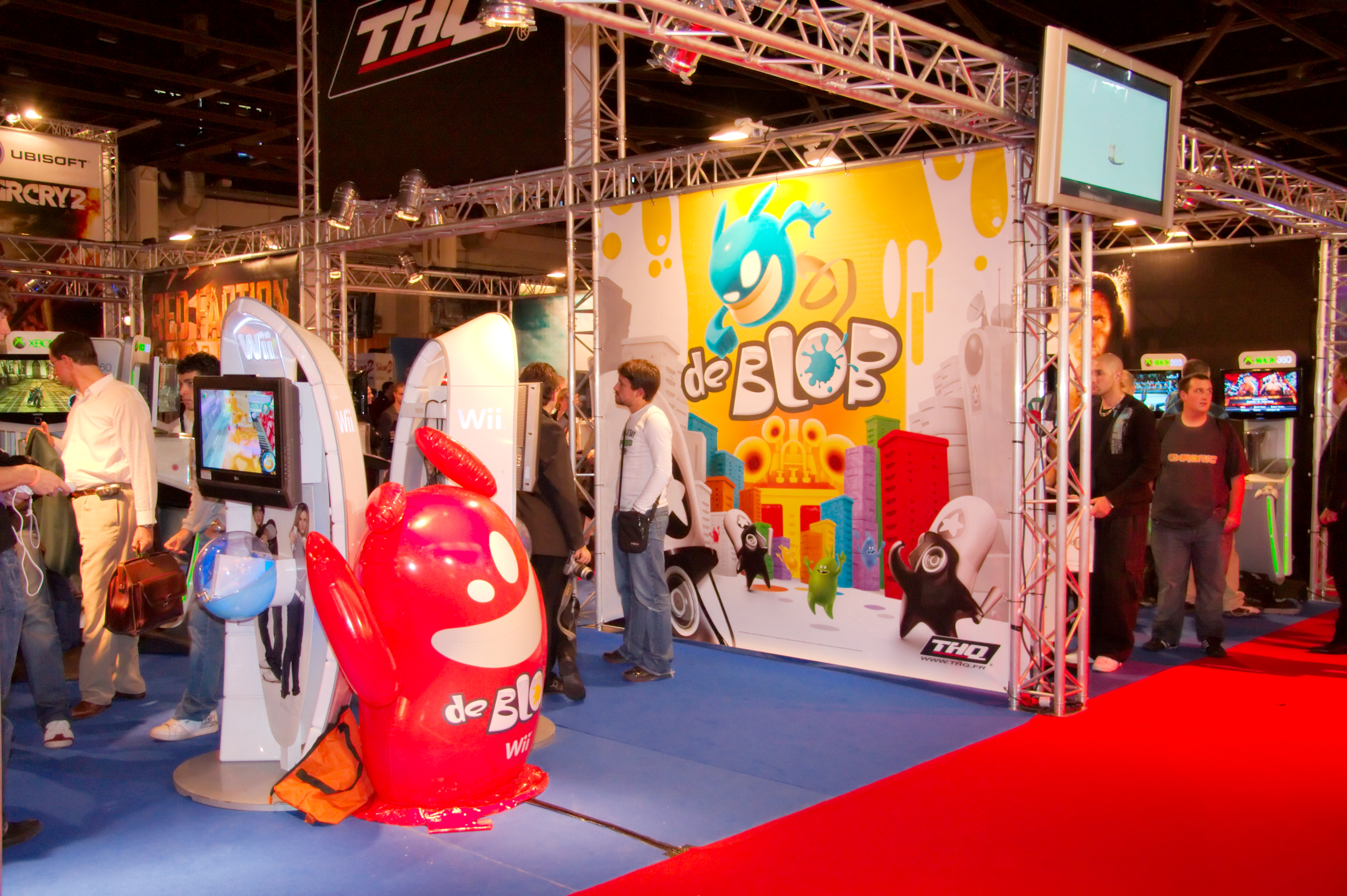
de Blob

de Blob ist ein Videospiel für Nintendos Konsole Wii. Das Spiel wurde ursprünglich von Utrechter Studenten als PC-Spiel entwickelt. Der Verleger THQ sicherte sich die Rechte für eine Konsolenumsetzung, die vom australischen Studio Blue Tongue durchgeführt wurde. Die Wii-Version erschien Ende September 2008 in Deutschland.
Für Nintendo Wii, Nintendo DS, PlayStation 3 und Xbox 360 wurde am 25. Februar 2011 ein zweiter Teil, de Blob 2, veröffentlicht.
Im August 2018 wurden beide Teile für die Nintendo Switch veröffentlicht.

## Handlung
„de Blob“ und seine Mitstreiter aus dem Farb-Untergrund versuchen gemeinsam Chroma City von der Herrschaft der farblosen INKT-Corporation zu befreien. Dabei kämpfen sie sich von einem Stadtteil zum nächsten, um dieses Ziel zu erreichen.

## Spielidee
Bei de Blob handelt es sich um ein so genanntes Plattform- beziehungsweise Jump-’n’-Run-Spiel. Neben der Erfüllung verschiedener Aufträge ist das grundlegende Spielziel dabei, monochrome Stadtlandschaften durch Hin- und Herspringen mit dem Protagonisten, einem Klecks (engl. blob), in so vielen unterschiedlichen Farben wie möglich zu gestalten.
Das Konzept des Spiels basiert weitestgehend auf altbekannten Elementen des Jump-’n’-Run-Genres: Die Hauptfigur „de Blob“ wird mittels Hüpfen und Laufen durch die Levels gesteuert und Gegner werden besiegt, indem man auf sie springt; die Levels müssen innerhalb eines vorgegebenen Zeitrahmens gemeistert werden.

## Unkonventionelle Spielsteuerung
Neben den altbekannten Jump-’n’-Run-Elementen weist das Spiel auch ein unkonventionelles bis – für das Jump-’n’-Run-Genre – innovatives Element auf. So verändert der Spieler, indem er die Spielumgebung in verschiedenen Farben anmalt, diese nicht nur äußerlich; gleichzeitig nimmt er dadurch auch Einfluss auf die Instrumentation und den Aufbau der Hintergrundmusik. Dabei nimmt die Melodie Elemente des Modern Swing, Jazz und unter anderem auch Hip-Hop auf.

## Entwicklung
Das ursprüngliche PC-Spiel wurde von neun Studenten der Hogeschool van de Kunsten in Utrecht entwickelt. Es diente als PR-Aktion für den Umbau der Utrechter Bahnhofsgegend und ließ die Spielfigur durch ein Modell der Stadt, wie sie in zehn Jahren aussehen würde, rollen. 2006 erhielt es erstmals Aufmerksamkeit, als die englische Ausgabe des Edge-Magazins es in seiner Oktober-Ausgabe als Internet-Spiel des Monats würdigte. Weitere Aufmerksamkeit erhielt es 2007 als Finalist in der Slamdance Guerilla Game Maker Competition des Slamdance Film Festivals und als es beim Independent Games Festival 2007 neben anderen studentischen Werken vorgeführt wurde.

## Auszeichnungen
Das Wii-Spiel wurde von IGN mit 2 von 14 Wii-Awards als bestes Plattformspiel sowie für das innovativste Design prämiert.

## Ableger
De Blob erschien auch als Handyspiel.